# Daniel Harrwitz
Daniel Harrwitz (Breslavia, 22 febbraio 1821 – Bolzano, 2 gennaio 1884) è stato uno scacchista tedesco.
All'età di circa vent'anni si trasferì a Parigi, dove si fece una reputazione come forte giocatore alla cieca nel famoso Café de la Régence. Nel 1849 si trasferì in Inghilterra, dove fondò la rivista British Chess Review.
Disputò numerosi match con i più forti giocatori dell'epoca: nel 1846 a Londra vinse con Bernhard Horwitz (+6 =4 –1) e perse con Howard Staunton (+9 =1 –12) e con George Walker (+5 –7); nel 1848 pareggiò un match con Adolf Anderssen (+5 -5) nella città di Breslavia dove entrambi erano nati; nel 1853 vinse a Londra con Johann Löwenthal (+11 =10 –10) e a Berlino con Josef Szén (+3 –1 =1); nel 1858 perse a Parigi contro Adolf Anderssen (+1 =3 –3) e contro Paul Morphy (+2 =1 –5). Giocò un match alla cieca contro Lionel Kieseritzky, con il risultato di (+5 =2 –11).
Dopo la morte del padre si ritirò nel Tirolo a Bolzano, dove morì nel 1884. Il breve romanzo L'ultima traversa di Paolo Maurensig cita l'ultimo periodo di vita dello scacchista.
Harrwitz scrisse il libro Lehrbuch des Schachspiels (Berlino, 1862).

## Partite notevoli
- Anderssen - Harrwitz, Breslavia 1848  Siciliana B21
- Morphy - Harrwitz, Parigi 1858  Philidor C41
- Harrwitz - Morphy, Parigi 1858  Gambetto di Donna D35